# 데얀 스탄코비치
데얀 스탄코비치(세르비아어: Дејан Станковић, 세르보크로아트어: Dejan Stanković, 1978년 9월 11일, 유고슬라비아 베오그라드 ~ )는 세르비아의 전 축구 선수로, 현재 페렌츠바로시의 축구 감독이다. 세르비아 축구 국가대표팀의 주장을 맡기도 했었다. 그는 1998년 FIFA 월드컵에서 유고슬라비아 대표의 일원으로, 2006년 FIFA 월드컵에서 세르비아 몬테네그로 대표의 일원으로 출전했으며, 2010년 FIFA 월드컵에서 세르비아 대표의 일원으로 출전한 바 있다. 2011년 10월 12일 세르비아 축구 국가대표팀이 슬로베니아 축구 국가대표팀에 0-1로 패하여 UEFA 유로 2012 예선 플레이오프 진출이 좌절 되자 네마냐 비디치와 함께 세르비아 축구 국가대표팀을 은퇴했다. 그리고 2013년 10월 1일 현역에서 은퇴한다고 밝혔다.

## 선수 경력
스탄코비치는 1992년, 츠르베나 즈베즈다 유스에 입단하였고, 1994년에는 리그에서 최연소 나이로 데뷔해, 자신의 포지션에서 뛰어난 재능을 발휘했다. 그는 팀의 중심 선수가 되어, 리그 3연패에 공헌하는 등 큰 활약을 펼쳤으며, 이 활약을 통해 1998년 4월 22일의 대한민국과의 경기에서 2골을 넣으며, 강렬한 대표팀 데뷔전을 치렀다. 2개월 후의 1998년 FIFA 월드컵에서는 팀의 16강 진출에 공헌해, 당시 유고슬라비아 연방 공화국 대표팀의 대표 선수중 하나였던 드라간 스토이코비치의 후계자로 주목받았다.
1998-99 시즌에는 이탈리아 세리에 A의 SS 라치오로 이적해, 다음 시즌 세리에 A 우승을 이루어냈다. 그 후에는 팀의 부진이나, 자신의 경기 출전 감소 등의 방해 요인이 많았으나, 2003-04 시즌 도중에 FC 인테르나치오날레 밀라노로 자리를 옮기면서 본래 실력을 발휘할 수 있었으며, 라치오와 인테르 소속일 때, 모두 로베르토 만치니 감독의 두터운 신뢰 아래 팀의 중심 선수로 성공할 수 있었다.
인테르에서 10년간 활약한 후 2013년 7월 6일 그는 자유계약으로 인테르를 떠났다. 그리고 약 3개월 뒤인 10월 1일 스탄코비치는 현역에서 은퇴한다고 발표했다.
이후 세르비아 대표팀에서 그를 2014 브라질 월드컵 유럽 예선에서 그를 발탁했는데 실상 세르비아 대표팀이 조 3위로 조 2위 크로아티아와의 승점차가 커 이미 본선행이 좌절된 이유도 있으나 유고슬라비아.세르비아몬테네그로연방.세르비아 대표팀에서 3차례 월드컵에 출전해 팀에 많은 공헌을 한 그의 마지막을 함께 보내기 위해 발탁했다는 말도 있다.

## 수상 경력

### 세리에 A
- 스쿠데토: 6회: 2000, 2006, 2007, 2008, 2009, 2010
- 코파 이탈리아: 5회: 2004, 2005, 2006, 2010, 2011
- 이탈리아 슈퍼컵: 6회: 1998, 2000, 2005, 2006, 2008, 2010

### 유럽
- UEFA 컵위너스컵: 1회: 1999
- UEFA 슈퍼컵: 1회: 1999
- UEFA 챔피언스리그: 1회: 2010
- FIFA 클럽 월드컵: 1회: 2010

## 플레잉 스타일
스탄코비치는 탄탄한 체력과 왕성한 움직임을 바탕으로 다양한 포지션을 소화할 수 있는 선수이다. 빠르고 파괴력 있는 중거리 슈팅은 스탄코비치의 트레이드마크이기도 하다.

## 같이 보기
- A매치 100경기 이상 출전한 축구 선수 명단